# Jan Bosman Bester
Jan Bosman Bester, južnoafriški general, * 1911, † 1985.